# Dan Carter
Daniel William Carter (Southbridge, Christchurch, 5 de marzo de 1982) es un exjugador de rugby neozelandés. Fue parte de la Selección nacional de su país conocida como los All Blacks.
En 2009 Carter tuvo un fugaz paso por el rugby francés. Jugó para USAP de Perpiñán (Francia), ganando la Liga Top 14, aunque con una escasa participación debido a una lesión en el talón de áquiles. A partir de la temporada 2010 regresó a Nueva Zelanda para jugar con Crusaders.
Fue elegido como Mejor jugador del mundo en 2005, 2012 y en 2015. Carter se une así al excapitán de los All Blacks, Richie McCaw como receptor por tres veces de este prestigioso premio. Es el máximo anotador de todos los tiempos en el rugby internacional (Test Match), con 1598 puntos y máximo anotador en el Súper Rugby con 1708 puntos.
Es considerado, por expertos de este deporte, como el mejor apertura de todos los tiempos y uno de los mejores jugadores de rugby de la historia.
Carter se retiró del rugby profesional el 20 de febrero de 2021 tras un anuncio publicado en sus redes sociales.

## Biografía

### Comienzos
Carter nació el 5 de marzo de 1982 en Southbridge, una pequeña ciudad de la isla sur de Nueva Zelanda. Cuando tenía cinco años, empezó a jugar en el Club Southbridge Rugby, como medio scrum. Su tío abuelo fue el medio scrum Bill Dalley, miembro de los Invencibles en 1924-1925.

### Carrera profesional
Carter debutó a los 20 años con Canterbury en 2002. En 2003 fichó por los Crusaders, jugando inicialmente como second five-eight (primer centro) y llegando a la final de la Super 12 en 2003, 2004, 2005 y 2006. Perdieron las finales de 2003 y 2004. En 2005 Carter empezó a jugar en la posición de medio apertura, y ganaron las competiciones de 2005 y 2006. Carter logró en esta última el récord al mayor número de puntos en una temporada, con 221.
En 2015 ficha por Racing Metro francés donde se proclama campeón del Top 14 francés en la temporada 2015-2016 al ganar la final que les enfrenta a Toulon por 29-21. Poco después se crea una controveria al verse inmerso en una investigación por dopaje con corticoides en el control hecho el día de la final del top 14 en el cual salió absuelto después de la investigación.
En 2018, Carter deja Racing 92 para jugar con los Kobelco Steelers de Japón.
En 2020 regresa al Súper Rugby y juega para Blues hasta su retiro en febrero de 2021.

### Selección nacional
En 2003 fue seleccionado para jugar con los All Blacks, debutando en Hamilton (Nueva Zelanda) ante Gales, anotando 20 puntos. Además, formó parte del equipo de Nueva Zelanda que jugó en la Copa del Mundo de Rugby de 2003 en la que alternó la titularidad con Carlos Spencer. Desde entonces, ha sido el apertura titular de los All Blacks sin discusión. En 2005 fue nominado por la IRB jugador del año y en 2006, batió el récord de puntos en una sola temporada en la Super 14 con 221 puntos. Los All Blacks han perdido sólo 9 partidos en los que Carter ha participado desde su debut en 2003.
El 27 de noviembre de 2010, Carter se convirtió en el máximo anotador de la historia del rugby, batiendo el récord previo de Jonny Wilkinson de 1178 puntos, aunque Wilkinson recuperó el récord el 26 de febrero de 2011 contra Francia. Carter volvió a recuperarlo el 30 de julio de 2011, cuando llegó a 1204 puntos en el primer partido del Tri Nations contra Sudáfrica.
Los All Blacks llegaron con grandes perspectivas al Copa Mundial de Rugby de 2011. Tras ser vicecapitán durante más de 50 partidos, el 1 de octubre se anunció que Carter sería capitán de los All Blacks por primera vez en el partido contra Canadá. Sin embargo, poco después se anunció que Carter se perdería el resto del mundial debido a una lesión en un tendón de la ingle que se produjo durante el entrenamiento final antes del partido con Canadá.
En fecha 23 de octubre de 2011, sin participar directamente en la final del Mundial de Rugby 2011, debido a la lesión citada previamente, se proclama campeón del mundo, en el partido que enfrentó a Nueva Zelanda contra Francia.
En 2015 fue incluido en la selección neozelandesa que participa en la Copa Mundial de Rugby de 2015. Participó en el primer partido, contra Argentina, contribuyendo a la victoria neozelandesa pasando entre palos los seis lanzamientos que tuvo y convirtiendo los dos ensayos, el de Aaron Smith y el de Samuel Jordan Cane. En el partido contra Georgia, aunque anotó cuatro transformaciones, también falló varias, algo que se ha señalado como "impropio en el que ha sido en los últimos años el mejor apertura del mundo". Puntuó también en la victoria 47-9 sobre Tonga, con la conversión de seis de los siete ensayos de su equipo. En el partido de cuartos de final, victoria 13-62 sobre Francia, Dan Carter puntuó gracias a siete conversiones y un golpe de castigo. En la semifinal Nueva Zelanda-Sudáfrica, ganada por el primero de los dos equipos 20-18, Dan Carter obtuvo puntos gracias a la conversión de los dos ensayos, un drop y un golpe de castigo. En la final de la Copa Mundial, que Nueva Zelanda ganó a Australia 17-34, Dan Carter fue decisivo con suys 19 puntos, logrados con un drop, la conversión de dos ensayos y cuatro golpes de castigo. Fue elegido "mejor jugador" del partido. Además acabó tercero en la lista de los anotadores del torneo, tras el argentino Nicolás Sánchez y el sudafricano Handré Pollard.
Su gran año fue recompensado con la nominación como jugador del año por la IRB.

## Estilo de juego
Daniel Carter es considerado por muchos como uno de los mejores aperturas de la historia del rugby. Posee unas excelentes habilidades de manejo del balón, visión de juego, una gran capacidad para romper las defensas con el balón a la mano y es un gran estratega; se destaca también por sus kicks tácticos. Tiene uno de los porcentajes más altos en el mundo del rugby a la hora de "tirar a los palos".

### Palmarés y distinciones notables
- Super Rugby: 2005, 2006 y 2008
- Top 14: 2009, 2016
- Rugby Championship: 2003, 2005, 2006, 2007, 2008, 2010, 2012, 2013 y 2014
- Copa del Mundo de Rugby de 2011 y 2015
- Mejor jugador del Mundo: 2005, 2012 y 2015